# Sportsklubben Brann 2021
Questa voce raccoglie le informazioni riguardanti lo Sportsklubben Brann nelle competizioni ufficiali della stagione 2021.

## Stagione
Il Brann ha affrontato il campionato 2021 a seguito del 10º posto arrivato nella stagione precedente.
Il 19 luglio 2021, l'allenatore Kåre Ingebrigtsen è stato esonerato. Il 20 luglio, il suo assistente Eirik Horneland è stato chiamato a guidare il Brann, in attesa di una soluzione definitiva. Il 10 agosto seguente, Horneland è stato confermato allenatore del Brann per il resto della stagione.
Sempre il 10 agosto, alcuni calciatori del Brann sono stati protagonisti di uno scandalo a luci rosse, essendosi intrattenuti con delle ragazze all'interno del Brann Stadion, venendo ripresi dalle telecamere di sicurezza e violando, tra le altre cose, anche le norme relative alla prevenzione del COVID-19. A partire dall'11 agosto, il Brann ha iniziato un'indagine interna per chiarire i fatti per determinare gli eventuali provvedimenti da intraprendere nei confronti dei 12 calciatori coinvolti. Il 21 agosto, il Brann ha licenziato Kristoffer Barmen, mentre Mikkel Andersen ha rescisso il contratto; gli altri 10 giocatori, di cui non sono state rivelate le identità, hanno ricevuto un richiamo scritto.
La squadra ha chiuso la stagione al 14º finale, dovendo così affrontare le qualificazioni all'Eliteserien per mantenere il proprio posto nella massima divisione locale: in gara 4, contro il Jerv, i tempi regolamentari si sono conclusi con il punteggio di 1-1. Al termine dei tempi supplementari, nessuna delle due squadre è riuscita ad avere la meglio, con il punteggio finale di 4-4. Ai tiri di rigore, il Jerv ha condannato il Brann alla retrocessione, imponendosi con il punteggio di 8-7.
Mathias Rasmussen è stato il calciatore più utilizzato in stagione, a quota 32 presenze. Aune Heggebø è stato invece il miglior marcatore della squadra, con 11 reti realizzate tra tutte le competizioni.

## Maglie e sponsor
Lo sponsor tecnico per la stagione 2021 è stato Nike, mentre lo sponsor ufficiale è stato Sparebanken Vest. La divisa casalinga è composta da un completo rosso con rinifiniture bianche. Quella da trasferta era invece completamente nera, con dettagli bianchi.
| Casa | Trasferta |

## Rosa
| N. |                           | Ruolo | Calciatore               |
| -- | ------------------------- | ----- | ------------------------ |
| 1  | Norvegia (bandiera)       | P     | Håkon Opdal              |
| 2  | Norvegia (bandiera)       | A     | Ole Didrik Blomberg      |
| 3  | Norvegia (bandiera)       | D     | Fredrik Pallesen Knudsen |
| 3  | Norvegia (bandiera)       | D     | Vegard Forren            |
| 4  | Norvegia (bandiera)       | D     | Ole Martin Kolskogen     |
| 5  | Norvegia (bandiera)       | C     | Vajebah Sakor            |
| 5  | Norvegia (bandiera)       | D     | Thomas Grøgaard          |
| 6  | Lussemburgo (bandiera)    | D     | Lars Gerson              |
| 7  | Norvegia (bandiera)       | C     | Mathias Rasmussen        |
| 8  | Norvegia (bandiera)       | C     | Felix Myhre              |
| 9  | Norvegia (bandiera)       | C     | Petter Strand            |
| 11 | Norvegia (bandiera)       | A     | Bård Finne               |
| 11 | Costa d'Avorio (bandiera) | A     | Daouda Bamba             |
| 12 | Norvegia (bandiera)       | P     | Eirik Holmen Johansen    |
| 14 | Svezia (bandiera)         | A     | Moonga Simba             |
| 15 | Norvegia (bandiera)       | C     | Kasper Skaanes           |
| 16 | Finlandia (bandiera)      | A     | Robert Taylor            |
| 17 | Norvegia (bandiera)       | A     | Filip Møller Delaveris   |

| N. |                      | Ruolo | Calciatore             |
| -- | -------------------- | ----- | ---------------------- |
| 18 | Norvegia (bandiera)  | D     | David Møller Wolfe     |
| 19 | Norvegia (bandiera)  | C     | Sivert Heltne Nilsen   |
| 19 | Norvegia (bandiera)  | D     | Jon-Helge Tveita       |
| 20 | Norvegia (bandiera)  | A     | Aune Heggebø           |
| 21 | Norvegia (bandiera)  | D     | Ruben Kristiansen      |
| 22 | Senegal (bandiera)   | D     | Vieux Sané             |
| 23 | Danimarca (bandiera) | C     | Daniel Pedersen        |
| 24 | Norvegia (bandiera)  | P     | Markus Olsen Pettersen |
| 25 | Norvegia (bandiera)  | C     | Niklas Wassberg        |
| 26 | Danimarca (bandiera) | D     | Japhet Sery Larsen     |
| 27 | Norvegia (bandiera)  | D     | Runar Hove             |
| 27 | Danimarca (bandiera) | P     | Mikkel Andersen        |
| 28 | Germania (bandiera)  | P     | Lennart Grill          |
| 29 | Norvegia (bandiera)  | C     | Kristoffer Barmen      |
| 30 | Norvegia (bandiera)  | C     | Markus Haaland         |
| 31 | Norvegia (bandiera)  | C     | Isak Hjorteseth        |
| 35 | Norvegia (bandiera)  | C     | Sander Johannesen      |
| 43 | Norvegia (bandiera)  | A     | Elias Heggland Myrlid  |

### Nuovi acquisti della sessione invernale 2022
I seguenti calciatori sono stati tesserati nel corso della sessione invernale 2022, ma contano delle presenze nel Norgesmesterskapet 2021-2022, pertanto vengono inseriti al solo fine statistico.
| N. |                      | Ruolo | Calciatore             |
| -- | -------------------- | ----- | ---------------------- |
| 1  | Norvegia (bandiera)  | P     | Mathias Dyngeland      |
| 5  | Danimarca (bandiera) | D     | Andreas Skovgaard      |
| 6  | Norvegia (bandiera)  | C     | Vegard Leikvoll Moberg |

| N. |                      | Ruolo | Calciatore        |
| -- | -------------------- | ----- | ----------------- |
| 10 | Danimarca (bandiera) | A     | Frederik Børsting |
| 13 | Danimarca (bandiera) | D     | Svenn Crone       |

## Calciomercato

### Sessione invernale(dal 15/01 al 24/03)
| Arrivi           | Arrivi                 | Arrivi          | Arrivi        |
| R.               | Nome                   | da              | Modalità      |
| ---------------- | ---------------------- | --------------- | ------------- |
| P                | Eirik Holmen Johansen  | Kristiansund BK | fine prestito |
| D                | Jesper Löfgren         | Mjällby         | fine prestito |
| C                | Isak Hjorteseth        | Fyllingsdalen   | definitivo    |
| C                | Kasper Skaanes         | Start           | definitivo    |
| A                | Filip Møller Delaveris | Vitesse         | definitivo    |
| A                | Moonga Simba           | Västerås SK     | definitivo    |
| Altre operazioni |                        |                 |               |
| R.               | Nome                   | da              | Modalità      |
| D                | Vegard Skeie           | Øygarden        | fine prestito |

| Partenze | Partenze              | Partenze    | Partenze      |
| R.       | Nome                  | a           | Modalità      |
| -------- | --------------------- | ----------- | ------------- |
| P        | Ali Ahamada           |             | svincolato    |
| D        | Bismar Acosta         |             | svincolato    |
| D        | Jón Guðni Fjóluson    |             | svincolato    |
| D        | Nicholas Marthinussen | Jerv        | definitivo    |
| D        | Vegard Skeie          |             | ritiro        |
| D        | Taijo Teniste         |             | svincolato    |
| C        | Fredrik Haugen        | AEK Larnaca | definitivo    |
| C        | Amer Ordagić          |             | svincolato    |
| A        | Erlend Hustad         | Sandnes Ulf | prestito      |
| A        | Marcus Mehnert        | Ranheim     | definitivo    |
| A        | Gilli Rólantsson      |             | svincolato    |
| A        | Sander Svendsen       | Odense      | fine prestito |

### Tra la sessione invernale e la sessione primaverile
| Arrivi | Arrivi | Arrivi | Arrivi   |
| R.     | Nome   | da     | Modalità |
| ------ | ------ | ------ | -------- |

| Partenze | Partenze       | Partenze   | Partenze   |
| R.       | Nome           | a          | Modalità   |
| -------- | -------------- | ---------- | ---------- |
| D        | Jesper Löfgren | Djurgården | definitivo |

### Sessione primaverile(dal 29/04 al 12/05)
| Arrivi | Arrivi      | Arrivi | Arrivi     |
| R.     | Nome        | da     | Modalità   |
| ------ | ----------- | ------ | ---------- |
| D      | Vieux Sané  |        | svincolato |
| C      | Lars Gerson |        | svincolato |

| Partenze | Partenze | Partenze | Partenze |
| R.       | Nome     | a        | Modalità |
| -------- | -------- | -------- | -------- |

### Tra la sessione primaverile e la sessione estiva
| Arrivi | Arrivi | Arrivi | Arrivi   |
| R.     | Nome   | da     | Modalità |
| ------ | ------ | ------ | -------- |

| Partenze | Partenze     | Partenze | Partenze   |
| R.       | Nome         | a        | Modalità   |
| -------- | ------------ | -------- | ---------- |
| A        | Daouda Bamba | Altay    | definitivo |

### Sessione estiva(dal 01/08 al 31/08)
| Arrivi | Arrivi                   | Arrivi           | Arrivi     |
| R.     | Nome                     | da               | Modalità   |
| ------ | ------------------------ | ---------------- | ---------- |
| P      | Mikkel Andersen          |                  | svincolato |
| P      | Lennart Grill            | Bayer Leverkusen | prestito   |
| D      | Runar Hove               | Viking           | definitivo |
| D      | Fredrik Pallesen Knudsen | Haugesund        | definitivo |
| D      | Japhet Sery Larsen       | Midtjylland      | definitivo |
| C      | Sivert Heltne Nilsen     | Waasland-Beveren | definitivo |
| C      | Felix Myhre              |                  | svincolato |
| A      | Bård Finne               | SønderjyskE      | definitivo |

| Partenze | Partenze          | Partenze      | Partenze   |
| R.       | Nome              | a             | Modalità   |
| -------- | ----------------- | ------------- | ---------- |
| P        | Mikkel Andersen   |               | svincolato |
| D        | Vegard Forren     |               | svincolato |
| D        | Thomas Grøgaard   | Strømsgodset  | definitivo |
| D        | Jon-Helge Tveita  | Start         | definitivo |
| C        | Kristoffer Barmen |               | svincolato |
| C        | Isak Hjorteseth   | Fyllingsdalen | prestito   |

### Dopo la sessione estiva
| Arrivi | Arrivi        | Arrivi | Arrivi     |
| R.     | Nome          | da     | Modalità   |
| ------ | ------------- | ------ | ---------- |
| C      | Vajebah Sakor |        | svincolato |

| Partenze | Partenze | Partenze | Partenze |
| R.       | Nome     | a        | Modalità |
| -------- | -------- | -------- | -------- |

## Risultati

### Eliteserien

#### Girone di andata
| Arbitro: | Eskås (Oslo) |

|                                                 |           |           |
| Friðjónsson 19’ Berisha 66’ Blomberg 81’ (aut.) | Marcatori | 42’ Bamba |

| Arbitro: | Hafsås (Trondheim) |

|  |           |                              |
|  | Marcatori | 65’ Sahraoui 89’, 90’ Dønnum |

| Arbitro: | Hansen (Feda) |

|                                      |           |  |
| Omoijuanfo 29’, 42’, 53’ Aursnes 38’ | Marcatori |  |

| Arbitro: | S. Smehus Kringstad (Oslo) |

|           |           |                      |
| Bamba 81’ | Marcatori | 67’ Berg 87’ Botheim |

| Arbitro: | Hansen Grøtta |

|                                |           |  |
| Skytte 21’ (rig.) Amankwah 64’ | Marcatori |  |

| Arbitro: | Moen (Haugesund) |

|                                          |           |  |
| Heggebø 14’ Valsvik 29’ (aut.) Simba 85’ | Marcatori |  |

| Sarpsborg 13 giugno 2021, ore 18:00 7ª giornata | Sarpsborg 08 | 0 – 0 referto | Brann | Sarpsborg Stadion (600 spett.)\| Arbitro: \| Eskås (Oslo) \| |
| Arbitro:                                        | Eskås (Oslo) |               |       |                                                              |

| Arbitro: | Hagen (Grue) |

|            |           |                              |
| Tveita 81’ | Marcatori | 49’ (rig.), 72’, 88’ Bakenga |

| Arbitro: | Aslam |

|           |           |  |
| Wadji 74’ | Marcatori |  |

| Arbitro: | Moen (Haugesund) |

|           |           |                 |
| Bamba 58’ | Marcatori | 87’ Lehne Olsen |

| Arbitro: | Eskås (Oslo) |

|                                           |           |                         |
| Muçolli 57’ Øwre Gjertsen 61’ Hopmark 76’ | Marcatori | 10’ Rasmussen 68’ Bamba |

| Arbitro: | Aslam |

|           |           |              |
| Bamba 45’ | Marcatori | 18’ Antonsen |

| Arbitro: | Hansen (Feda) |

|           |           |             |
| Bamba 90’ | Marcatori | 90’ Walstad |

| Arbitro: | Hagen (Grue) |

|                            |           |                            |
| Zachariassen 11’, 84’, 90’ | Marcatori | 49’ Kristiansen 54’ Taylor |

| Arbitro: | Saggi (Drammen) |

|                                            |           |                         |
| Pedersen 18’ Heggebø 49’ Taylor 78’ (rig.) | Marcatori | 29’, 42’ Normann Hansen |

#### Girone di ritorno
| Arbitro: | Moen (Haugesund) |

|                                       |           |             |
| Stengel 61’ Valsvik 74’ Gulliksen 86’ | Marcatori | 23’ Heggebø |

| Arbitro: | Eskås (Oslo) |

|             |           |                                |
| Heggebø 69’ | Marcatori | 28’ Liseth 30’ Velde 81’ Ndour |

| Arbitro: | Hobber Nilsen (Oslo) |

|                            |           |                                  |
| Garnås 59’ Lehne Olsen 71’ | Marcatori | 17’ Taylor 65’ Finne 74’ Heggebø |

| Arbitro: | Moen (Haugesund) |

|                |           |                 |
| Vesterlund 18’ | Marcatori | 70’ Sery Larsen |

| Arbitro: | Hagen (Grue) |

|                                                 |           |              |
| D. Ulvestad 19’ (aut.) Strand 78’ Rasmussen 90’ | Marcatori | 42’ Kalludra |

| Arbitro: | Hansen (Feda) |

|                  |           |            |
| Olden Larsen 75’ | Marcatori | 28’ Taylor |

| Arbitro: | Skjerven (Kaupanger) |

|             |           |           |
| Skaanes 90’ | Marcatori | 38’ Mesík |

| Arbitro: | Moen (Haugesund) |

|                             |           |                                            |
| Svendsen 12’, 45’ Owusu 52’ | Marcatori | 7’ Taylor 17’ Pallesen Knudsen 63’ Heggebø |

| Arbitro: | Saggi (Drammen) |

|  |           |                           |
|  | Marcatori | 20’ Sebulonsen 65’ Kabran |

| Arbitro: | Moen (Haugesund) |

|                 |           |  |
| Kjartansson 44’ | Marcatori |  |

| Arbitro: | Eskås (Oslo) |

|                      |           |                     |
| Finne 23’ Taylor 25’ | Marcatori | 17’ Ceide 54’ Holse |

| Arbitro: | Hansen (Feda) |

|                                |           |                      |
| Jónsson 15’ Normann Hansen 17’ | Marcatori | 6’ Heggebø 90’ Finne |

| Arbitro: | Hobber Nilsen (Oslo) |

|  |           |                  |
|  | Marcatori | 61’ Wolff Eikrem |

| Arbitro: | Moen (Haugesund) |

|                    |           |                        |
| Moe 4’ Saltnes 67’ | Marcatori | 79’ Wassberg 90’ Finne |

| Arbitro: | Hobber Nilsen (Oslo) |

|                              |           |              |
| Heggebø 58’ Møller Wolfe 65’ | Marcatori | 90’ Čanađija |

#### Qualificazioni all'Eliteserien
| Arbitro: | Moen (Haugesund) |

|                                                                               |                      |                                                                         |
| Heggebø 49’, 114’ Sakor 116’ Heltne Nilsen 120’                               | Marcatori            | 29’ Wichne 93’, 112’ Campos 117’ Ibrahim                                |
| Simba Rasmussen Heggebø Sakor Heltne Nilsen Skaanes Blomberg Kolskogen Taylor | Tiri di rigore 7 – 8 | Campos Wichmann Arrocha Norheim Sandberg Furtado Schröter Solli Ibrahim |

### Norgesmesterskapet
| Arbitro: | Brudvik |

|  |           |                                                                 |
|  | Marcatori | 10’ Pedersen 21’ Bamba 44’ Møller Delaveris 50’ Taylor 66’ Sané |

| Arbitro: | Halsen |

|  |           |                              |
|  | Marcatori | 17’, 78’ Pedersen 90’ Taylor |

| Arbitro: | Bodding |

|  |           |                                                    |
|  | Marcatori | 18’ Rasmussen 50’ Simba 62’, 65’ Heggebø 71’ Sakor |

| Arbitro: | Hansen Grøtta |

|          |           |  |
| Njie 60’ | Marcatori |  |

## Statistiche

### Statistiche di squadra
| Competizione          | Punti | In casa | In casa | In casa | In casa | In casa | In casa | In trasferta | In trasferta | In trasferta | In trasferta | In trasferta | In trasferta | Totale | Totale | Totale | Totale | Totale | Totale | DR  |
| Competizione          | Punti | G       | V       | N       | P       | Gf      | Gs      | G            | V            | N            | P            | Gf           | Gs           | G      | V      | N      | P      | Gf     | Gs     | DR  |
| --------------------- | ----- | ------- | ------- | ------- | ------- | ------- | ------- | ------------ | ------------ | ------------ | ------------ | ------------ | ------------ | ------ | ------ | ------ | ------ | ------ | ------ | --- |
| Eliteserien           | 26    | 15      | 4       | 5       | 6       | 20      | 24      | 15           | 1            | 6            | 8            | 18           | 31           | 30     | 5      | 11     | 14     | 38     | 55     | -17 |
| Qual. all'Eliteserien | -     | 1       | 0       | 1       | 0       | 4       | 4       | 0            | 0            | 0            | 0            | 0            | 0            | 1      | 0      | 1      | 0      | 4      | 4      | 0   |
| Norgesmesterskapet    | -     | 0       | 0       | 0       | 0       | 0       | 0       | 4            | 3            | 0            | 1            | 13           | 1            | 4      | 3      | 0      | 1      | 13     | 1      | +12 |
| Totale                | -     | 16      | 4       | 6       | 6       | 24      | 28      | 19           | 4            | 6            | 9            | 31           | 32           | 35     | 8      | 12     | 15     | 55     | 60     | -5  |

### Andamento in campionato
| Giornata  | 1  | 2  | 3  | 4  | 5  | 6  | 7  | 8  | 9  | 10 | 11 | 12 | 13 | 14 | 15 | 16 | 17 | 18 | 19 | 20 | 21 | 22 | 23 | 24 | 25 | 26 | 27 | 28 | 29 | 30 |
| --------- | -- | -- | -- | -- | -- | -- | -- | -- | -- | -- | -- | -- | -- | -- | -- | -- | -- | -- | -- | -- | -- | -- | -- | -- | -- | -- | -- | -- | -- | -- |
| Luogo     | T  | C  | T  | C  | T  | C  | T  | C  | T  | C  | T  | C  | C  | T  | C  | T  | C  | T  | T  | C  | T  | C  | T  | C  | T  | C  | T  | C  | T  | C  |
| Risultato | P  | P  | P  | P  | P  | V  | N  | P  | P  | N  | P  | N  | N  | P  | V  | P  | P  | V  | N  | V  | N  | N  | N  | P  | P  | N  | N  | P  | N  | V  |
| Posizione | 13 | 16 | 16 | 16 | 16 | 16 | 16 | 16 | 16 | 16 | 16 | 16 | 16 | 16 | 16 | 16 | 16 | 15 | 15 | 14 | 14 | 14 | 14 | 14 | 15 | 14 | 16 | 16 | 15 | 14 |

Fonte:  Eliteserien 2021, su altomfotball.no, Altomfotball. URL consultato l'8 maggio 2023 (archiviato dall'url originale il 30 maggio 2023).
Legenda:

Luogo: C = Casa; T = Trasferta. Risultato: V = Vittoria; N = Pareggio; P = Sconfitta.

### Statistiche dei giocatori
| Giocatore           | Eliteserien | Eliteserien | Eliteserien | Eliteserien | Norgesmesterskapet | Norgesmesterskapet | Norgesmesterskapet | Norgesmesterskapet | Coppe europee | Coppe europee | Coppe europee | Coppe europee | Qual. all'Eliteserien | Qual. all'Eliteserien | Qual. all'Eliteserien | Qual. all'Eliteserien | Totale   | Totale | Totale      | Totale     |
| Giocatore           | Presenze    | Reti        | Ammonizioni | Espulsioni  | Presenze           | Reti               | Ammonizioni        | Espulsioni         | Presenze      | Reti          | Ammonizioni   | Espulsioni    | Presenze              | Reti                  | Ammonizioni           | Espulsioni            | Presenze | Reti   | Ammonizioni | Espulsioni |
| ------------------- | ----------- | ----------- | ----------- | ----------- | ------------------ | ------------------ | ------------------ | ------------------ | ------------- | ------------- | ------------- | ------------- | --------------------- | --------------------- | --------------------- | --------------------- | -------- | ------ | ----------- | ---------- |
| M. Andersen         | 0           | 0           | 0           | 0           | 1                  | 0                  | 0                  | 0                  |               |               |               |               | -                     | -                     | -                     | -                     | 1        | 0      | 0           | 0          |
| D. Bamba            | 14          | 6           | 2           | 0           | 1                  | 1                  | 0                  | 0                  |               |               |               |               | -                     | -                     | -                     | -                     | 15       | 7      | 2           | 0          |
| K. Barmen           | 12          | 0           | 1           | 0           | 3                  | 0                  | 0                  | 0                  |               |               |               |               | -                     | -                     | -                     | -                     | 15       | 0      | 1           | 0          |
| O. Blomberg         | 15          | 0           | 1           | 0           | 3                  | 0                  | 0                  | 0                  |               |               |               |               | 1                     | 0                     | 0                     | 0                     | 19       | 0      | 1           | 0          |
| F. Børsting         | -           | -           | -           | -           | 1                  | 0                  | 0                  | 0                  |               |               |               |               | -                     | -                     | -                     | -                     | 1        | 0      | 0           | 0          |
| S. Crone            | -           | -           | -           | -           | 1                  | 0                  | 0                  | 0                  |               |               |               |               | -                     | -                     | -                     | -                     | 1        | 0      | 0           | 0          |
| M. Dyngeland        | -           | -           | -           | -           | 1                  | -1                 | 0                  | 0                  |               |               |               |               | -                     | -                     | -                     | -                     | 1        | -1     | 0           | 0          |
| B. Finne            | 15          | 4           | 0           | 0           | 2                  | 0                  | 0                  | 0                  |               |               |               |               | 1                     | 0                     | 0                     | 0                     | 18       | 4      | 0           | 0          |
| V. Forren           | 11          | 0           | 2           | 0           | 0                  | 0                  | 0                  | 0                  |               |               |               |               | -                     | -                     | -                     | -                     | 11       | 0      | 2           | 0          |
| L. Gerson           | 1           | 0           | 0           | 0           | 0                  | 0                  | 0                  | 0                  |               |               |               |               | 0                     | 0                     | 0                     | 0                     | 1        | 0      | 0           | 0          |
| L. Grill            | 13          | -20         | 0           | 0           | 1                  | 0                  | 0                  | 0                  |               |               |               |               | 1                     | -4                    | 0                     | 0                     | 15       | -24    | 0           | 0          |
| T. Grøgaard         | 8           | 0           | 0           | 0           | 0                  | 0                  | 0                  | 0                  |               |               |               |               | -                     | -                     | -                     | -                     | 8        | 0      | 0           | 0          |
| M. Haaland          | 0           | 0           | 0           | 0           | 0                  | 0                  | 0                  | 0                  |               |               |               |               | 0                     | 0                     | 0                     | 0                     | 0        | 0      | 0           | 0          |
| A. Heggebø          | 22          | 8           | 1           | 0           | 3                  | 2                  | 1                  | 0                  |               |               |               |               | 1                     | 1                     | 0                     | 0                     | 26       | 11     | 2           | 0          |
| E. Heggland Myrlid  | 0           | 0           | 0           | 0           | 0                  | 0                  | 0                  | 0                  |               |               |               |               | 0                     | 0                     | 0                     | 0                     | 0        | 0      | 0           | 0          |
| S. Heltne Nilsen    | 15          | 0           | 5           | 0           | 2                  | 0                  | 1                  | 0                  |               |               |               |               | 1                     | 1                     | 1                     | 0                     | 18       | 1      | 7           | 0          |
| I. Hjorteseth       | 0           | 0           | 0           | 0           | 0                  | 0                  | 0                  | 0                  |               |               |               |               | -                     | -                     | -                     | -                     | 0        | 0      | 0           | 0          |
| E. Holmen Johansen  | 5           | -8          | 0           | 0           | 0                  | 0                  | 0                  | 0                  |               |               |               |               | 0                     | 0                     | 0                     | 0                     | 5        | -8     | 0           | 0          |
| R. Hove             | 6           | 0           | 0           | 0           | 0                  | 0                  | 0                  | 0                  |               |               |               |               | 1                     | 0                     | 0                     | 1                     | 7        | 0      | 0           | 1          |
| S. Johannesen       | 0           | 0           | 0           | 0           | 0                  | 0                  | 0                  | 0                  |               |               |               |               | 0                     | 0                     | 0                     | 0                     | 0        | 0      | 0           | 0          |
| O. Kolskogen        | 24          | 0           | 1           | 0           | 2                  | 0                  | 0                  | 0                  |               |               |               |               | 1                     | 0                     | 0                     | 0                     | 27       | 0      | 1           | 0          |
| R. Kristiansen      | 26          | 1           | 2           | 0           | 2                  | 0                  | 0                  | 0                  |               |               |               |               | 0                     | 0                     | 0                     | 0                     | 28       | 1      | 2           | 0          |
| V. Leikvoll Moberg  | -           | -           | -           | -           | 1                  | 0                  | 0                  | 0                  |               |               |               |               | -                     | -                     | -                     | -                     | 1        | 0      | 0           | 0          |
| F. Møller Delaveris | 12          | 0           | 0           | 0           | 3                  | 1                  | 0                  | 0                  |               |               |               |               | 0                     | 0                     | 0                     | 0                     | 15       | 1      | 0           | 0          |
| D. Møller Wolfe     | 20          | 1           | 0           | 0           | 4                  | 0                  | 0                  | 0                  |               |               |               |               | 1                     | 0                     | 0                     | 0                     | 25       | 1      | 0           | 0          |
| F. Myhre            | 15          | 0           | 1           | 0           | 1                  | 0                  | 0                  | 0                  |               |               |               |               | 0                     | 0                     | 0                     | 0                     | 16       | 0      | 1           | 0          |
| M. Olsen Pettersen  | 0           | 0           | 0           | 0           | 0                  | 0                  | 0                  | 0                  |               |               |               |               | 0                     | 0                     | 0                     | 0                     | 0        | 0      | 0           | 0          |
| H. Opdal            | 12          | -27         | 0           | 0           | 1                  | 0                  | 0                  | 0                  |               |               |               |               | 0                     | 0                     | 0                     | 0                     | 13       | -27    | 0           | 0          |
| F. Pallesen Knudsen | 11          | 1           | 5           | 1           | 2                  | 0                  | 0                  | 0                  |               |               |               |               | 1                     | 0                     | 0                     | 0                     | 14       | 1      | 5           | 1          |
| D. Pedersen         | 14          | 1           | 0           | 0           | 3                  | 3                  | 0                  | 0                  |               |               |               |               | 1                     | 0                     | 0                     | 0                     | 18       | 4      | 0           | 0          |
| M. Rasmussen        | 27          | 2           | 3           | 0           | 4                  | 1                  | 0                  | 0                  |               |               |               |               | 1                     | 0                     | 0                     | 0                     | 32       | 3      | 3           | 0          |
| V. Sakor            | 3           | 0           | 0           | 0           | 1                  | 1                  | 0                  | 0                  |               |               |               |               | 1                     | 1                     | 0                     | 0                     | 5        | 2      | 0           | 0          |
| V. Sané             | 4           | 0           | 0           | 0           | 2                  | 1                  | 0                  | 0                  |               |               |               |               | 0                     | 0                     | 0                     | 0                     | 6        | 1      | 0           | 0          |
| J. Sery Larsen      | 7           | 1           | 0           | 0           | 2                  | 0                  | 1                  | 0                  |               |               |               |               | 0                     | 0                     | 0                     | 0                     | 9        | 1      | 1           | 0          |
| M. Simba            | 20          | 1           | 1           | 0           | 4                  | 1                  | 1                  | 0                  |               |               |               |               | 1                     | 0                     | 0                     | 0                     | 25       | 2      | 2           | 0          |
| K. Skaanes          | 20          | 1           | 2           | 0           | 3                  | 0                  | 0                  | 0                  |               |               |               |               | 1                     | 1                     | 0                     | 0                     | 24       | 2      | 2           | 0          |
| A. Skovgaard        | -           | -           | -           | -           | 1                  | 0                  | 0                  | 0                  |               |               |               |               | -                     | -                     | -                     | -                     | 1        | 0      | 0           | 0          |
| P. Strand           | 27          | 1           | 2           | 0           | 0                  | 0                  | 0                  | 0                  |               |               |               |               | 1                     | 0                     | 0                     | 0                     | 28       | 1      | 2           | 0          |
| R. Taylor           | 27          | 6           | 0           | 0           | 2                  | 2                  | 0                  | 0                  |               |               |               |               | 1                     | 0                     | 0                     | 0                     | 30       | 8      | 0           | 0          |
| J. Tveita           | 7           | 1           | 0           | 0           | 1                  | 0                  | 0                  | 0                  |               |               |               |               | -                     | -                     | -                     | -                     | 8        | 1      | 0           | 0          |
| N. Wassberg         | 9           | 1           | 0           | 0           | 4                  | 0                  | 0                  | 0                  |               |               |               |               | 1                     | 0                     | 0                     | 0                     | 14       | 1      | 0           | 0          |